# Fritzow

Fritzow vor der Dorfverlegung 1835

Fritzow nach der Dorfverlegung 1880 – rechts unten die Signatur der alten Stelle

Gutshaus Fritzow 1910

Claus von Behr – Gutsherr Fritzow 1910

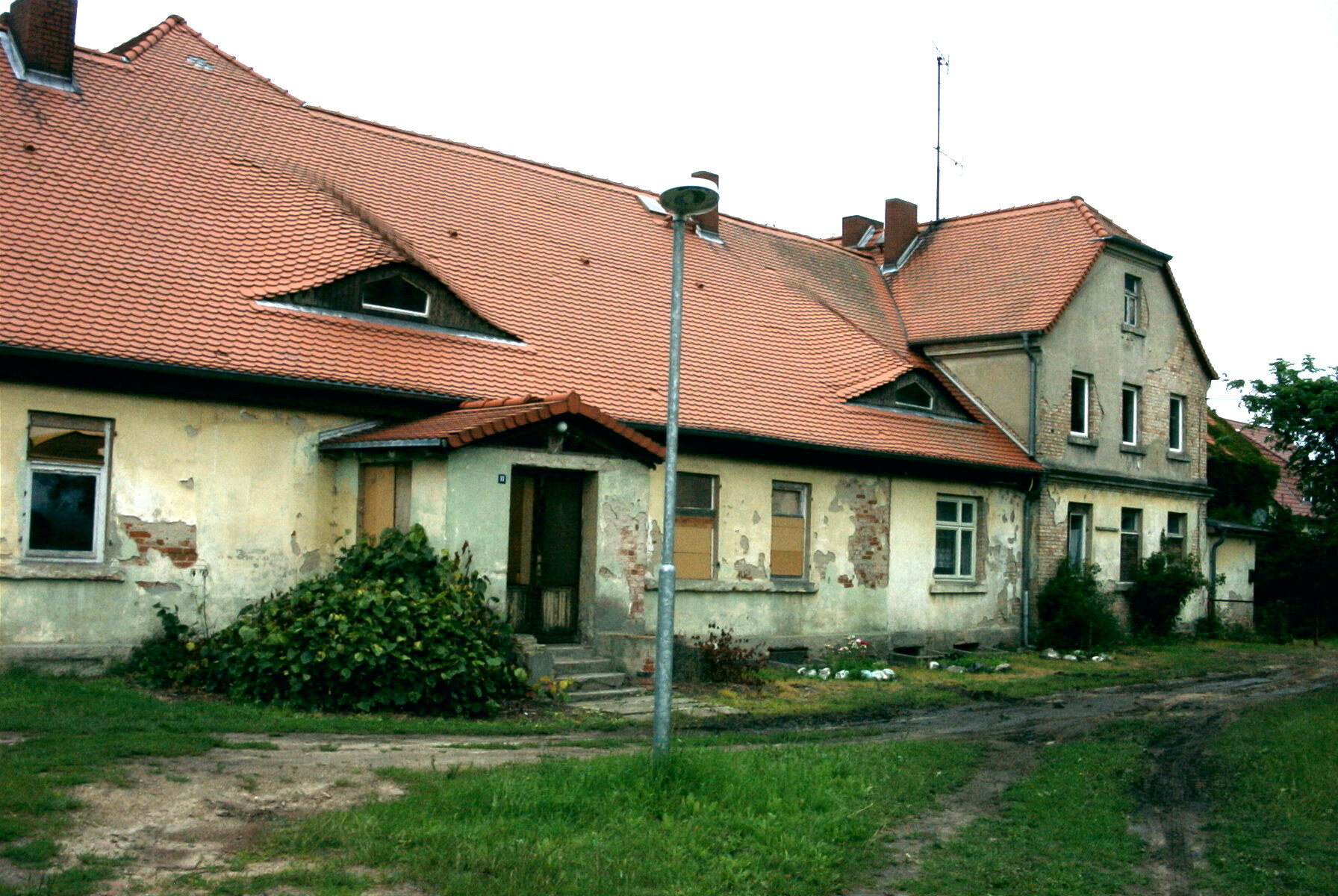
Gutshaus Fritzow – jetzt ruinös

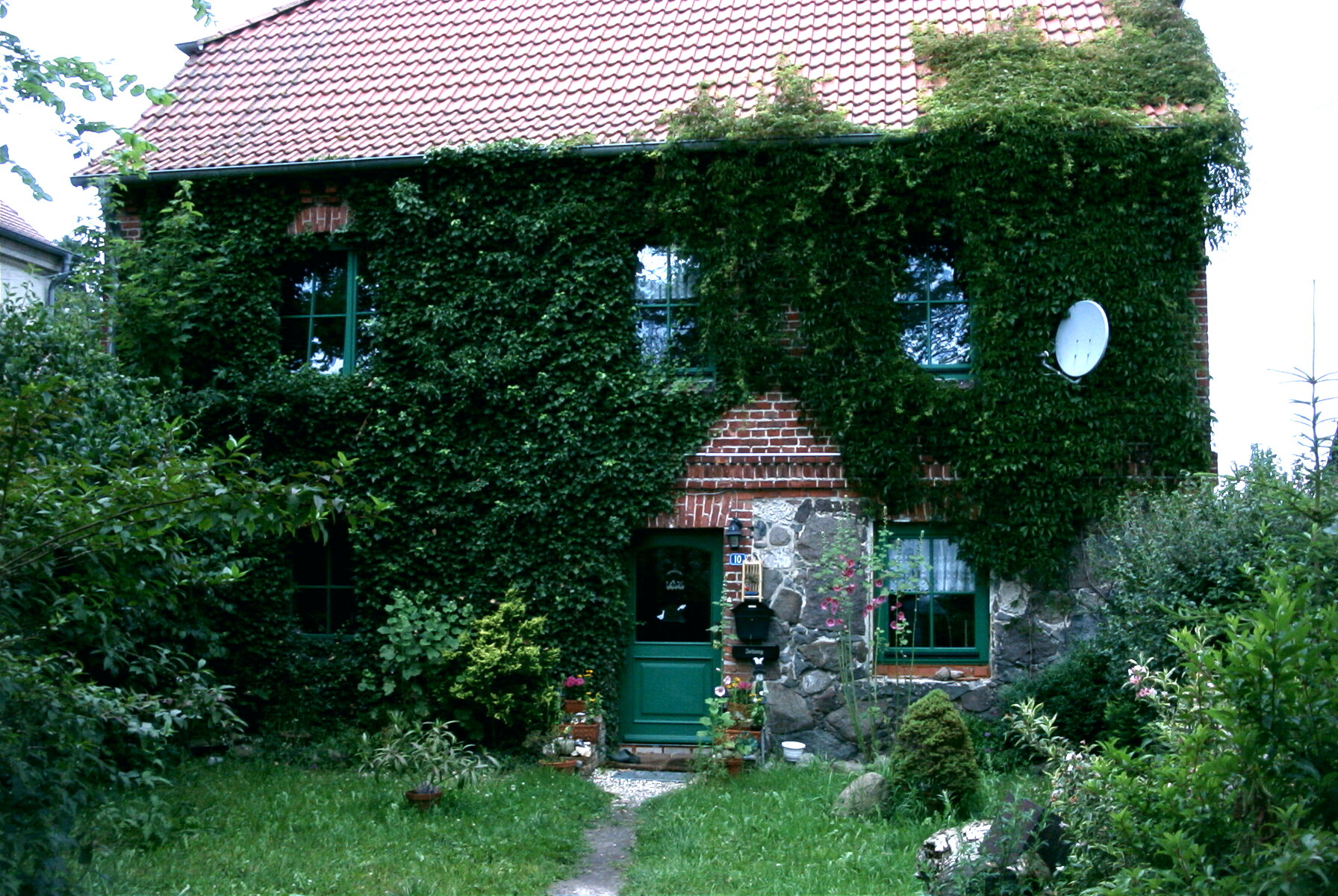
Inspektorhaus Fritzow

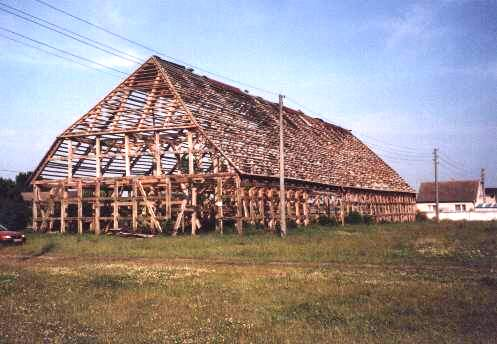
Fachwerkscheune Fritzow – beim Abbau

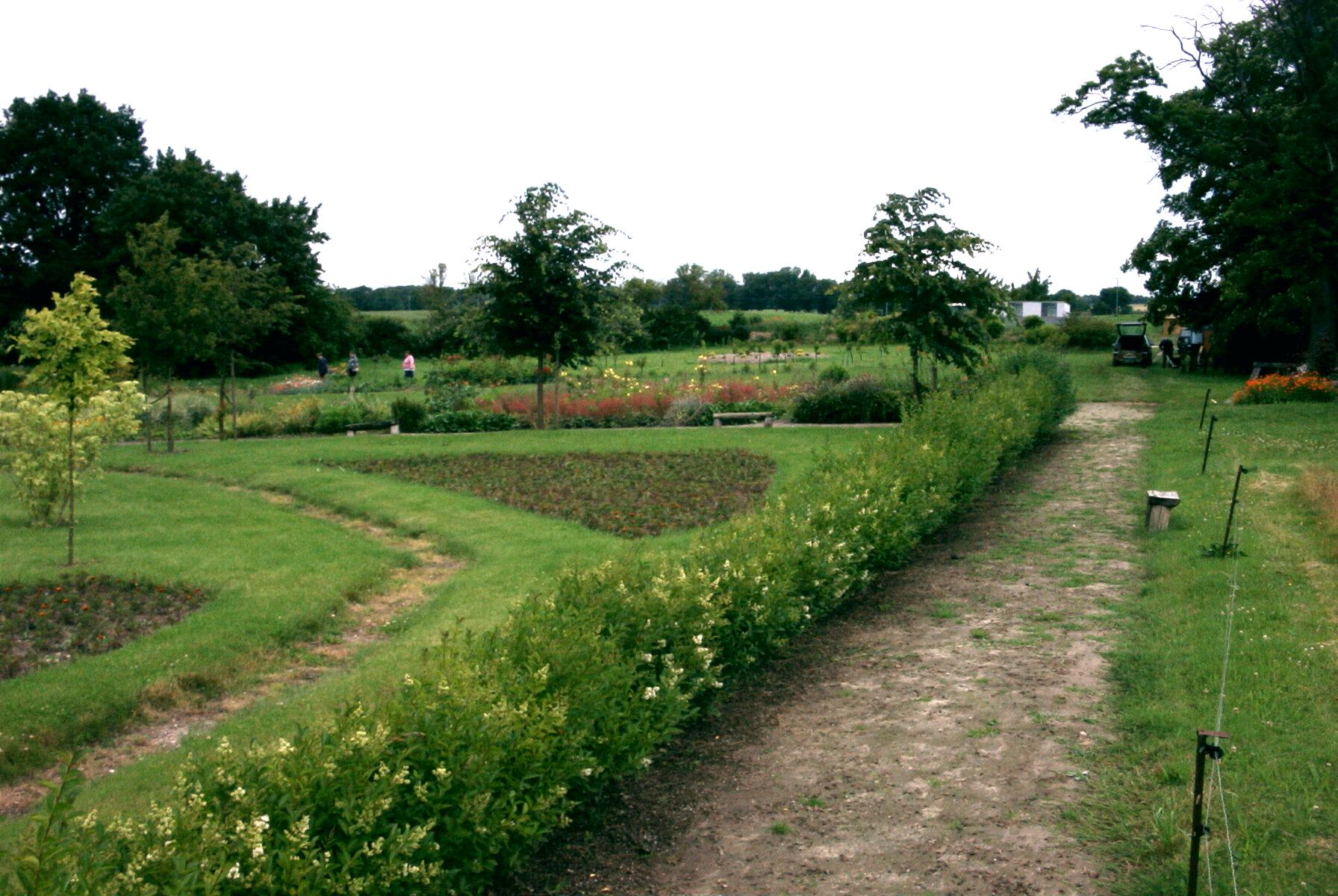
Bauerngarten Fritzow – inzwischen verunkrautet

Fritzow ist ein Ortsteil der Gemeinde Gützkow im Landkreis Vorpommern-Greifswald. Fritzow liegt rund 800 Meter südwestlich von Kölzin an der Straße nach Gützkow. Der Ort hat 39 Einwohner (Stand: 31. Dezember 2015).

## Geschichte
Fritzow ist eine slawische Gründung, spätslawische (1000 bis 1200) Siedlungsreste sind am Landweg nach Dargezin archäologisch nachgewiesen worden.
Fritzow wurde erstmals 1353 in der Bewidmungsurkunde der Grafen von Gützkow für die Stadt Gützkow als Vritzou und erst 1597 mit der heutigen Schreibweise erwähnt. Der Ortsname wird als slawischer Ausdruck für Heidekraut gedeutet.
Der Ort gehörte anscheinend direkt den Grafen, deren Besitz nach ihrem Aussterben als Dominal an die Herzöge von Pommern zurückfiel.
Anfang des 16. Jahrhunderts hatte die Familie von Horn Lehnsbesitz in Fritzow, der ihr um 1503 urkundlich bestätigt wurde. Noch 1619 besaß Adam von Horn Fritzow. 1622 war Baltzer von der Osten Besitzer von Fritzow und verpachtete das Gut an Jacob Francke. Später erwarb Barthold von Krakevitz das Gut. Von dessen Söhnen erhielt der Leutnant Hans Friedrich Engel das Gut im Tausch gegen das in Mecklenburg gelegene Gut „Laps“ (wahrscheinlich Lapitz). Nach seinem Tod ließ die in Mecklenburg lebende Witwe des Leutnants das Gut durch den Pächter Leborius Wilde bewirtschaften.
Am 21. August 1694 verfügte die schwedische Krone die Einziehung des Lehnsgutes Fritzow. Offenbar wurde die Reduktion aber nicht vollzogen oder rückgängig gemacht, denn in der Ortsbeschreibung der Schwedischen Landesaufnahme wurde Leutnant Engelkes Witwe Besitzerin noch 1708 als Besitzerin verzeichnet.  1772 und 1782 wurden Dähns Erben als Besitzer genannt. Ein Hof gehörte als Dominialgut zu Upatel, er lag 1768 wüst.
1823 erwarb der Kammerherr Hans Felix Bernhard von Behr auf Bandelin das Gut käuflich vom Vorbesitzer Ranck. In der Folgezeit gehörte das Gut zum Besitz von Carl Felix Woldemar Graf von Behr (1835–1906) (MdR). Zwischen 1835 und 1880 wurde der Ort um 700 m aus Richtung Upatel westwärts an die heutige Stelle verlegt. Die Güter Fritzow, Dargezin und Dargezin-Vorwerk wurden zusammen verpachtet und von Dargezin aus bewirtschaftet.
1865 hatte Fritzow 50 Einwohner, die aus zehn Familien, acht männlichen und sieben weiblichen Tagelöhner sowie einem Almosenpflichtigen bestanden. Im Ort befanden sich vier Wohnhäuser und zwei Wirtschaftsgebäude.
Der Inspektor bzw. Pächter wohnte in einem Haus aus Feldstein mit Backsteinelementen, dieses wurde beim Bau des Gutshauses als Anbau weitergenutzt. 2013 ist es ein gut erhaltenes Wohnhaus. Durch Erbaufteilung wurde Fritzow ab etwa 1890 durch Carl Hans Otto Claus von Behr aus dem Hause Behrenhoff (1869–1933) wieder bewohnt und selbst bewirtschaftet, außerdem gehörten auch Dargezin (mit Vorwerk), Müssow und Kammin zu diesem Anwesen. Aus dieser Zeit scheint auch das Gutshaus zu stammen. 1905 und 1922 wurde die Größe der Feldmark mit 168 Hektar angegeben. 1928 lebten 162 Einwohner im Dorf.
1945 wurde das Land in der Bodenreform in Neubauernwirtschaften zu je 10 ha aufgeteilt. Die Fritzower Bauern schlossen sich 1954 mit den Dargezinern zu einer LPG Typ III zusammen. 1960 folgten die letzten noch selbstständigen Bauern in den beteiligten Orten. Die LPG Typ III bekam den Namen „Florian Geyer“. Die LPG betrieb in Fritzow Rindermast und Schweinezucht. In den 1970er Jahren kamen die Ackerflächen überwiegend zur LPG (P) Gützkow, die Stallungen, Wiesen und Ackerflächen zur Futtergewinnung aber blieben in der LPG (T) Dargezin und wurden erst später der LPG (T) Gützkow zugeschlagen.
1962 wurde Fritzow nach Kölzin eingemeindet (das wiederum 2014 nach Gützkow eingemeindet wurde). Das Gutshaus war Wohnhaus für Umsiedler, dann Schule bis 1978, danach wieder Wohnhaus. 1990 erfolgte der Leerzug, dann wurde das Haus für kurze Zeit als Asylbewerberheim genutzt, danach stand es leer und verfällt jetzt zunehmend.
Die Landarbeiterkaten an der Straße nach Kölzin sind erhalten und nach der Privatisierung 1990 bewohnt und inzwischen (2013) teilsaniert. Die Gutsgebäude waren bereits zu DDR-Zeiten beseitigt, lediglich die große Fachwerkscheune an der Straße nach Gützkow stand noch. Diese wurde aber wegen drohendem Einsturz ca. 1992 durch eine ABM-Maßnahme abgebaut, das Holzfachwerk wurde geborgen und eingelagert.

## Einwohnerentwicklung
| Jahr | Fritzow |
| ---- | ------- |
| 2005 | 45      |
| 2006 | 40      |
| 2007 | 46      |
| 2008 | 46      |
| 2009 | 43      |
| 2010 | 43      |
| 2011 | 39      |
| 2012 | 41      |
| 2013 | 37      |
| 2014 | 38      |
| 2014 | 39      |

In die Statistik für 2014 ist die Zahl der Einwohner mit Nebenwohnungen (4) und 2015 (4) einbezogen, da sie rechtlich in der Amtsstatistik geführt werden.

## Sehenswürdigkeiten
- Inspektorhaus (Gutshausanbau) aus Feldstein
- Friedhof Fritzow, mit altem Glockenstuhl und Gedenkstein für Claus von Behr
- Bauerngarten am Gutspark Fritzow (mangels Pflege verwildert)